# Tom Weisner
Tom Weisner (6 de octubre de 1949 - 28 de diciembre de 2018) fue un político estadounidense. Se convirtió en el alcalde de Aurora, Illinois, a partir de abril de 2005.  Antes de su elección, trabajó durante más de dieciocho años en puestos de alto rango en la ciudad de Aurora y durante cinco años como voluntario en el Cuerpo de Paz.
Weisner fue reelegido dos veces, en 2009 y 2013, sirviendo como alcalde hasta su renuncia el 30 de octubre de 2016, debido a su salud en decadencia. Le habían diagnosticado con cáncer dos años después de su primero de tres mandatos como alcalde.  Murió de complicaciones relacionadas con el cáncer el 28 de diciembre de 2018.

## Biografía
Weisner nació en Batavia, Illinois, pero se mudó a Aurora treinta años antes de convertirse en un candidato político. Weisner había estado casado con Marilyn Hogan Weisner desde 1972.  Los Weisner criaron a dos hijos; Thaddeus, quien murió en 2006, y Anthony.  Weisner obtuvo su licenciatura de la Universidad de Aurora en gestión organizativa.
Antes de convertirse en empleado de la ciudad de Aurora en 1986, Weisner trabajó en el sector privado y pasó cinco años en las Islas Salomón, donde prestó servicios médicos y otra asistencia a nativos con el Cuerpo de Paz y el Programa Internacional de Asistencia Humana.  Él y su esposa estaban estacionados en bosques tropicales en la isla de Guadalcanal .
Weisner había ocupado varios puestos de jefe de departamento en Aurora desde que comenzó su primer puesto como coordinador de servicios de emergencia en enero de 1986. Para el otoño de 1987, Weisner se había convertido en el superintendente del Departamento de Vehículos Motorizados de Aurora.  Más tarde se desempeñó como director de servicios de equipos para Aurora y posteriormente fue nombrado director de propiedad pública de Aurora en una reorganización de un ayuntamiento en 1991.  En 1999, fue nombrado director de servicios comunitarios y desarrollo organizativo de Aurora, que fue su último puesto antes de postularse para un cargo público. Renunció a este cargo en febrero de 2004 durante la crisis de contaminación del agua de la ciudad.  Los residentes de la ciudad estaban bajo una orden de hervir agua al momento de su renuncia. La orden de hervir el agua potable contaminada con la bacteria E. coli duró diez días.
Weisner se desempeñó como delegado a la Convención Nacional Demócrata de 2012.

## Campaña
En noviembre de 2002, el titular de dos mandatos, David Stover, anunció que no buscaría la reelección.  En mayo de 2003, Weisner anunció que se postularía para las elecciones en las elecciones primarias municipales del 22 de febrero de 2005.  Weisner anunció su candidatura a la alcaldía casi dos años antes de la elección, con el fin de consolidar su base de apoyo, que podría haber ido a otros candidatos potenciales si hubiera esperado.  Finalmente, un campo final de cinco disputó los dos puestos en la boleta para la elección general del 5 de abril de 2005, pero Weisner tuvo el respaldo de ocho de los doce miembros del consejo de la ciudad y una enorme ventaja financiera.
En la primera carrera de la alcaldía de Aurora sin un titular en veinte años, el demócrata Weisner obtuvo el 60% de los votos y el republicano Richard Irvin terminó segundo con el 33% para avanzar a las elecciones generales. Irvin fue el único afroamericano en la carrera. Weisner ganó ocho de los 10 barrios de la ciudad y casi dos tercios de sus precintos. Cuando Barack Obama visitó a Aurora el 25 de febrero para su décima reunión en el ayuntamiento después de su elección en el Senado de los Estados Unidos en Illinois en 2004 , notó que como demócrata se inclinaba por apoyar a Weisner, pero no lo respaldó.  Sin embargo, en los últimos días antes de las elecciones generales, Obama volvió a respaldar a Weisner.  El día después de la elección, el Chicago Tribune informó que Weisner tomó el 59% de los votos, y el Chicago Sun-Times informó que tomó el 68%. Cuando finalmente se tabularon los resultados en Aurora, que abarca cuatro condados , el Tribune resultó ser correcto.  Weisner prestó juramento el 26 de abril de 2005.

## Alcalde
Durante las primeras semanas de su mandato como alcalde, hizo noticias nacionales al considerar aprobar una ordenanza contra las decoraciones navideñas inoportunas, cuando los ciudadanos se quejaban de las decoraciones navideñas que abundaban durante el verano.  Aproximadamente al mismo tiempo, en junio de 2005, estaba considerando proponer una ordenanza estricta de protección de denunciantes en respuesta a un escándalo de soborno de un concejal.
En julio de 2007, el primer gobernador de Kentucky, Ernie Fletcher, visitó a Weisner y tomó imágenes del Hollywood Casino of Aurora.  En agosto, cuando la campaña de reelección de Fletcher comenzó a transmitirse por televisión en Kentucky, los periodistas comenzaron a llamar a la oficina de Weisner sobre los anuncios que utilizaban las imágenes como telón de fondo para un mensaje sobre los males y las tentaciones que los casinos traen a las comunidades.  El material de archivo se incluyó en los primeros anuncios que Fletcher transmitió y la prensa de Kentucky observó que el Ayuntamiento de Aurora no estaba satisfecho con el uso.  Un periodista de Kentucky se refirió al casino Aurora como el "villano anónimo" en las publicidades contra apuestas de Fletcher.
Una de las principales iniciativas de Weisner fue hacer de Aurora la primera ciudad de Illinois en construir una infraestructura de Internet inalámbrica completa.  En enero de 2008, mientras estaba instalando la red Wi-Fi de la ciudad, MetroFi cambió de un modelo basado en publicidad a un modelo de negocio basado en suscripción y suspendió la construcción.  MetroFi también se había contratado para instalar una red para Naperville, Illinois e intentó vender redes parcialmente instaladas en ambas ciudades.  En junio de 2008, Metrofi cerró todas sus operaciones wifi en todo el país.
A principios de marzo de 2008, dos concejales del Ayuntamiento de Aurora anunciaron sus candidaturas para alcalde.  En mayo de 2008, Weisner anunció sus intenciones de postularse para la reelección en la elección primaria no partidista del 24 de febrero de 2009, después de que los dos candidatos anunciaron.  A la sombra del escándalo de corrupción de Rod Blagojevich , su campaña desde entonces ha sido criticada por sus oponentes por aceptar contribuciones de empresas a las que la ciudad les otorgó contratos.  Weisner fue reelegido el 7 de abril de 2009.
Se postuló sin oposición para la reelección el 9 de abril de 2013.
El 8 de mayo de 2015, Weisner anunció que no buscaría un cuarto mandato.

## Dimisión y muerte
Weisner fue diagnosticado con cáncer de colon en 2007.  El 25 de agosto de 2016, Weisner anunció su intención de dimitir como alcalde, a partir del 30 de octubre de 2016.  Citó la salud (tratamiento del cáncer) como la razón principal para renunciar.  Fue sucedido por el concejal Bob O'Connor.
Weisner murió de complicaciones relacionadas con el cáncer el 28 de diciembre de 2018. Tenía 69 años.